# Heribert Fütterer
Kuno Heribert Fütterer (* 2. April 1894 in Hettstedt; † 24. August 1963 in München) war ein deutscher General der Flieger im Zweiten Weltkrieg.

## Militärkarriere
Nach dem Besuch Hauptkadettenanstalt wurde Fütterer am 22. März 1914 als Leutnant dem Infanterie-Regiment „Graf Barfuß“ (4. Westfälisches) Nr. 17 der Preußischen Armee überwiesen. Mit diesem marschierte er nach Ausbruch des Ersten Weltkrieges an die Westfront, wo er bis zum 26. September 1915 als Zugführer, Bataillonsadjutant, Kompanieführer und Ordonnanzoffizier diente. Am 27. September 1915 wechselte Fütterer zur Fliegertruppe, wo er bis zum 21. Januar 1916 eine Fliegerausbildung bei der Fliegerersatz-Abteilung 11 absolvierte. Dann erfolgte bis zum 5. März 1916 seine Verwendung beim Armeeflugpark 12. Anschließend kehrte Fütterer an die Front zurück, fungierte bis zum 10. Juni 1917 als Beobachter bei der Feldflieger-Abteilung 45 und im Anschluss bei der Flugtechnischen-Lehrabteilung in Stolp. Am 17. April 1918 erfolgte Fütterers Kommandierung in den Stab des Fliegergruppen-Kommandeurs 6, von wo aus er am 11. August 1918 als Adjutant in den Stab des Bombengeschwaders 6 bei der Obersten Heeresleitung kam. Dort verblieb er über das Kriegsende hinaus bis zum 26. Januar 1919. Für sein Wirken während des Krieges hatte man ihn mit beiden Klassen des Eisernen Kreuzes, dem Verwundetenabzeichen in Schwarz sowie der Hessischen Tapferkeitsmedaille ausgezeichnet.
Vom 27. Januar 1919 bis zum 7. Mai 1920 war er als Beobachter bei der Fliegerstaffel 115. Aufgrund der Bestimmungen des Friedensvertrages von Versailles sollte es Fütterers vorerst letzter Tätigkeit bei den Fliegerkräften sein. Zum 8. Mai 1920 wurde er der Kraftfahr-Abteilung 5 zugeteilt, später erfolgte seine Verwendung bei der Kraftfahr-Lehrabteilung in Frankfurt (Oder), wo er bis Ende September 1920 verblieb. Anschließend wurde er als Kompanieoffizier in das Infanterie-Regiment 17 der Reichswehr versetzt. Nach seiner Beförderung zum Oberleutnant Anfang Februar 1924 diente er als Adjutant des III. Bataillons in Goslar. Anfang Januar 1929 avancierte er zum Hauptmann und Kompaniechef.
Am 1. Oktober 1933 trat Fütterer als Kommandeur der Flieger-Langstreckenschule in Berlin zu der im Aufbau befindlichen Luftwaffe über und wurde am 1. Oktober 1934 Major. Zum 1. Mai 1936 stieg er zum Chef des Stabes der Inspektion der Luftwaffen-Reserve im Reichsluftfahrtministerium auf und avancierte Anfang Oktober 1936 zum Oberstleutnant. Von März 1937 bis Mai 1938 fungierte Fütterer als Gruppenkommandeur der II./Kampfgeschwader 157 „Boelcke“. Am 1. Juni 1938 trat er als Luftattaché seinen Dienst an der deutschen Gesandtschaft in der ungarischen Hauptstadt Budapest an. In dieser Eigenschaft stieg er am 1. Januar 1939 zum Oberst auf. Fütterer bekleidete seine Stellung über den Beginn des Zweiten Weltkriegs hinaus bis zum 13. Dezember 1944 und wurde zwischenzeitlich am 1. November 1941 Generalmajor und zwei Jahre später Generalleutnant. Am 28. Dezember 1944 erklärte dann Ungarn dem Deutschen Reich den Krieg. Während seiner dortigen Dienstzeit agierte Fütterer vom 5. November 1943 bis März 1944 zugleich als General der Deutschen Luftwaffe in Ungarn sowie von April 1944 bis 13. Dezember 1944, nach Aufwertung seiner Dienststellung auch als Kommandierender General der Deutschen Luftwaffe in Ungarn.
Am 13. Dezember 1944 kehrte Fütterer nach Deutschland zurück und wurde am selbigen Tag zum Kommandierenden General und Befehlshaber im Luftgau XI Böhmen und Mähren ernannt. Diese Funktion hielt er bis Ende April 1945 inne. Anschließend war er bis zum 10. Mai 1945 bei der Luftflotte 6 zur Verfügung bzw. wenige Tage in der Führerreserve des Oberkommando der Luftwaffe. Im Anschluss befand sich Fütterer in alliierte Kriegsgefangenschaft, aus der er am 12. Mai 1947 entlassen wurde.
Seine Ehefrau wurde 1920 in Erfurt die aus Darmstadt stammende Marie-Elisabeth von Voss, geboren 1898. Ihre Eltern waren Maria Reumont und der Hüttendirektor Friedrich von Voss. In den 1960er Jahren wohnte die Familie in München-Bogenhausen.